# Больница имени Калинина
Больница имени Калинина — населенный пункт в Кашинском городском округе Тверской области.

## География
Находится в юго-восточной части Тверской области на расстоянии приблизительно 27 км на запад-юго-запад по прямой от города Кашин на правом берегу реки Медведица.

## История
Был показан ещё на карте 1978 году как поселение с 9 дворами. До 2018 года входил в состав ныне упразднённого Верхнетроицкого сельского поселения.

## Население
Численность населения: 42 человека (русские 95%) в 2002 году, 50 в 2010.